# Gran Bretaña
Gran Bretaña es una isla situada en el océano Atlántico Norte frente a la costa noroeste de la Europa continental. Es la mayor isla del archipiélago de las islas británicas. Su superficie es de 209 331 km², lo que la convierte en la mayor isla de Europa y en la novena mayor del mundo. También es —después de Java (Indonesia) y Honshu (Japón)— la tercera más poblada del planeta. El territorio de Gran Bretaña está formado por tres naciones: Inglaterra, Gales y Escocia, que forman parte del Reino Unido de Gran Bretaña e Irlanda del Norte.
La isla debe su nombre a la provincia del Imperio Romano llamada Britannia, habitada por el pueblo celta de los britanos. La crisis que supuso la invasión anglosajona de Gran Bretaña hizo que muchos britano-romanos huyeran y se establecieran en regiones cercanas, como la actual Bretaña francesa.

## Toponimia
El nombre de la isla en español es Gran Bretaña. En inglés es Great Britain, en escocés Great Breetain, en galés Prydain Fawr; en gaélico escocés Breatainn Mhòr y en córnico Breten Veur.
El nombre de «Gran Bretaña» procede de Britannia, término en latín usado por los romanos para denominar a una provincia que correspondía aproximadamente a Inglaterra, Gales y el sur de Escocia actuales. La etimología de este término ha sido controvertida, pero, en general, se piensa que es probable que sea un derivado de la palabra céltica britani ('pintado'), ya que los habitantes de estas islas se pintaban la piel.
Es similar el uso del término británico en referencia al Reino Unido. En castellano, el uso de Britania se limita al nombre de la antigua provincia romana.
Este archipiélago lleva más de 2000 años recibiendo un único nombre: el término "Islas Británicas" deriva de los términos utilizados por los geógrafos clásicos para describir este grupo de islas. Hacia el año 50 a. C., los geógrafos griegos utilizaban equivalentes de Prettanikē como nombre colectivo para las islas británicas. Sin embargo, con la conquista romana de Gran Bretaña se utilizó el término latino Britannia para la isla de Gran Bretaña y, posteriormente, la Bretaña ocupada por los romanos al sur de Caledonia.
El nombre más antiguo que se conoce de Gran Bretaña es Albión (griego: Ἀλβιών) o insula Albionum, tanto del latín albus que significa "blanco" (posiblemente refiriéndose a los acantilados de Dover, la primera vista de Gran Bretaña desde el continente) como de la "isla de los Albiones". La mención más antigua de términos relacionados con Gran Bretaña fue hecha por Aristóteles (384-322 a. C.), o posiblemente por Pseudo-Aristóteles, en su texto Sobre el universo, Vol. III. Citando su obra, "hay dos islas muy grandes en ella, llamadas Islas Británicas, Albión e Ierne".

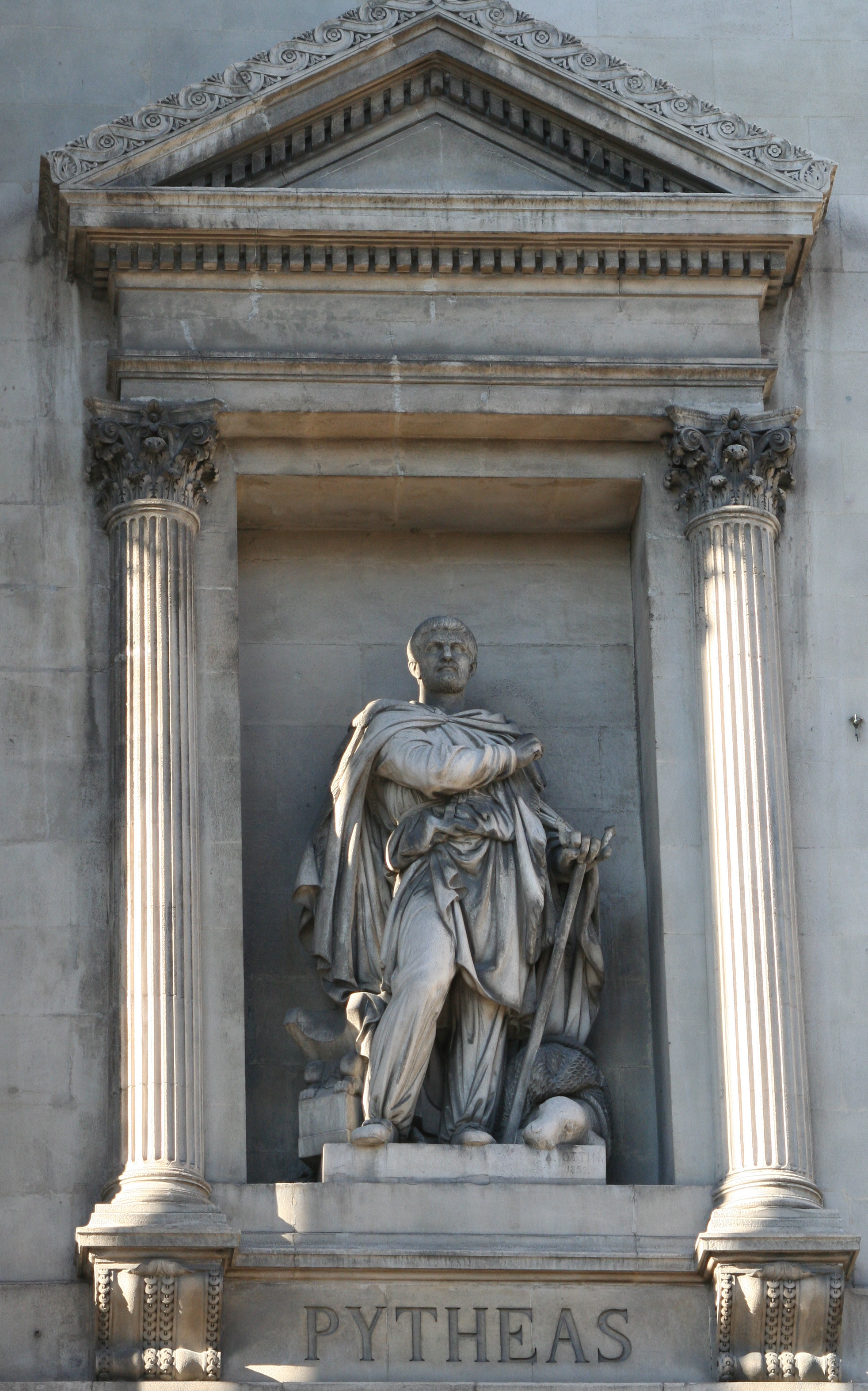
El geógrafo griego Piteas de Massalia

El científico grecoegipcio Claudio Ptolomeo se refirió a la isla mayor como gran Bretaña (μεγάλη Βρεττανία megale Brettania) y a Irlanda como pequeña Bretaña (μικρὰ Βρετανία mikra Brettania) en su obra Almagesto (147-148 d. C.). En su obra posterior, Geografía (c. 150 d. C.), dio a las islas los nombres de Alwion, Iwernia y Mona (la isla de Man), lo que sugiere que estos pueden haber sido los nombres de las islas individuales que no conocía en el momento de escribir el Almagesto. El nombre Albion parece haber caído en desuso poco después de la conquista romana de Gran Bretaña, después de lo cual Gran Bretaña se convirtió en el nombre más común de la isla.
El primer uso escrito que se conoce de la palabra Gran Bretaña fue una transliteración griega antigua del término celta original en una obra sobre los viajes y descubrimientos de Piteas que no ha sobrevivido. Los primeros registros que existen de la palabra son citas del periplo de autores posteriores, como los de la Geografía de Estrabón, la Historia natural de Plinio el Viejo y la Biblioteca histórica de Diodoro Sículo. Plinio el Viejo (23-79 d. C.) en su Historia Natural habla de Gran Bretaña: "Su nombre anterior era Albión; pero en un período posterior, todas las islas, de las que ahora haremos una breve mención, fueron incluidas bajo el nombre de 'Britanniæ'"
El nombre Gran Bretaña desciende del nombre latino de Gran Bretaña, Britannia o Brittānia, la tierra de los británicos. El francés antiguo Bretaigne (de ahí también el francés moderno Bretagne) y el inglés medio Bretayne, Breteyne. La forma francesa sustituyó al inglés antiguo Breoton, Breoten, Bryten, Breten (también Breoton-lond, Breten-lond). 
Britannia fue utilizado por los romanos desde el siglo I a. C. para el conjunto de las islas británicas. Procede de los escritos de viaje de Piteas hacia el año 320 a. C., que describía varias islas del Atlántico Norte hasta el norte de Thule (probablemente Noruega).
Los pueblos de estas islas de Prettanike se llamaban los Πρεττανοί, Priteni o Pretani. Priteni es la fuente del término en galés Prydain, Gran Bretaña, que tiene el mismo origen que el término goidélico Cruithne utilizado para referirse a los primeros habitantes de habla británica de Irlanda. Estos últimos fueron posteriormente llamados pictos o caledonios por los romanos. 
Los historiadores griegos Diodoro de Sicilia y Estrabón conservaron variantes de Prettanike de la obra del explorador griego Piteas de Massalia, que viajó desde su hogar en la Galia meridional helenística hasta Gran Bretaña en el siglo IV a. C. El término utilizado por Piteas puede derivar de una palabra celta que significa "los pintados" o "los tatuados" en referencia a las decoraciones corporales. Según Estrabón, Piteas se refería a Gran Bretaña como Bretannikē, que se trata de un sustantivo femenino. Marciano de Heraclea, en su Periplus maris exteri, describió el grupo de islas como αἱ Πρετανικαὶ νῆσοι (las Islas Pretánicas).

### Frecuentes confusiones
Gran Bretaña es el nombre ampliamente usado como sinónimo del país llamado Reino Unido, lo cual es incorrecto, puesto que el Reino Unido también incluye Irlanda del Norte junto con las tres naciones constituyentes que integran Gran Bretaña, además de otras islas, como las Islas Scilly, las Islas Hébridas, las Orcadas, las Shetland, la Isla de Man y la Isla de Wight. La confusión es similar en el uso del término británico, que se usa en referencia al Reino Unido. En español, sin embargo, el término Britannia se limita al nombre de la antigua provincia romana.
La abreviatura GB es utilizada en el Reino Unido para identificar los vehículos —según el Distintivo automovilístico de identificación internacional— y también por el equipo olímpico británico, circunstancia que añade más confusión a los términos Gran Bretaña y Reino Unido.

## Definición política

Definición política de Gran Bretaña (verde oscuro) – en Europa (verde y gris oscuro) – en el Reino Unido (verde)

Gran Bretaña es la mayor isla del Reino Unido. Políticamente tiene una organización sumamente compleja. Gran Bretaña se refiere al conjunto de las naciones constituyentes de Inglaterra, Escocia y Gales en combinación, pero no incluye a Irlanda del Norte, situada en la isla de Irlanda; básicamente, también incluye varias islas menores, como la isla de Wight, Anglesey, las islas de Scilly, las Hébridas y los grupos de islas de Orkney y Shetland. No incluye la isla de Man y las islas del Canal, que son territorios autónomos dependientes.
La unión política que integró los reinos de Inglaterra y Escocia sucedió en 1707 bajo el reinado de la reina Ana, cuando el Acta de la Unión ratificó el Tratado de Unión de 1706 y fusionó los parlamentos de los dos países, para pasar a conformar el Reino de Gran Bretaña, que cubría toda la isla. Antes de esto, había existido una unión personal e informal entre estos dos países desde 1603, la Unión de las Coronas, en virtud del reinado unificador de Jacobo I de Inglaterra y VI de Escocia.

## Geología

Mapa geológico de Gran Bretaña

La geología de Gran Bretaña es bastante similar a la de las zonas adyacentes en el continente europeo. Estudios recientes, publicados en julio de 2007, señalan que la actual isla de Gran Bretaña hasta hace 200 000 años era una gran península de Europa continental, península unida al resto de la macro unidad geográfica (MUG) europea por un istmo llamado «Risco Weald-Artois». Hasta esa fecha, en plena glaciación de Riss o Illinois, al norte del istmo se encontraba, ocupando la parte meridional del mar del Norte, un gran lago de agua salada.
Se considera ampliamente que la ruptura del escudo de tiza y la apertura del Paso de Calais es una consecuencia del derrame de este lago proglacial que ocupó la actual cuenca del sur del mar del Norte durante la glaciación de Anglia, contemporánea de la glaciación de Elster en el norte de Europa.
Gran Bretaña ha estado sometida a diversos procesos de tectónica de placas durante un período de tiempo muy prolongado. Los cambios de latitud y del nivel del mar han sido factores importantes en la naturaleza de las secuencias sedimentarias, mientras que las sucesivas colisiones continentales han afectado a su estructura geológica, con importantes fallas y plegamientos como legado de cada orogenia (período de formación de montañas), a menudo asociados con actividad volcánica y el metamorfismo de las secuencias rocosas existentes. Como resultado de esta agitada historia geológica, la isla muestra una rica variedad de paisajes.
Las rocas más antiguas de Gran Bretaña son los gneises lewisianos, rocas metamórficas que se encuentran en el extremo noroeste de la isla y en las Hébridas (con algunos pequeños afloramientos en otros lugares), y que datan de hace al menos 2700 millones de años. Al sur de los gneises se encuentra una compleja mezcla de rocas que forman las tierras altas de Escocia del noroeste y las Tierras Altas Grampianas de Escocia. Se trata esencialmente de los restos de rocas sedimentarias plegadas que se depositaron hace entre 1000 My y 670 My sobre el gneis en lo que entonces era el fondo del océano Iapetus.
En la era actual, el norte de la isla se está levantando debido a la reducción de la presión ejercida por la desaparición del hielo devensiano. Como contrapartida, el sur y el este se hunden, en general a un ritmo estimado de 1 mm (1⁄25 pulgada) al año, y la zona de Londres se hunde el doble, en parte debido a la continua compactación de los recientes depósitos de arcilla.

## Demografía

### Asentamientos
Londres es la capital de Inglaterra y de todo el Reino Unido, y es la sede del Gobierno del Reino Unido. Edimburgo y Cardiff son las capitales de Escocia y Gales, respectivamente, y albergan sus gobiernos autónomos.

#### Áreas urbanas más grandes
| Posición | Ciudad-región                                 | Superficie construida         | Población (2011) | Superficie (km2) | Densidad (hab./km2) | Nación constitutiva |
| -------- | --------------------------------------------- | ----------------------------- | ---------------- | ---------------- | ------------------- | ------------------- |
| 1        | Londres                                       | Greater London Urban Area     | 9 787 426        | 1737.9           | 5630                | Inglaterra          |
| 2        | Mánchester–Salford                            | Greater Manchester Urban Area | 2 553 379        | 630.3            | 4051                | Inglaterra          |
| 3        | Birmingham–Wolverhampton                      | West Midlands Urban Area      | 2 440 986        | 598.9            | 4076                | Inglaterra          |
| 4        | Leeds–Bradford                                | West Yorkshire Urban Area     | 1 777 934        | 487.8            | 3645                | Inglaterra          |
| 5        | Glasgow                                       | Greater Glasgow               | 1 209 143        | 368.5            | 3390                | Escocia             |
| 6        | Liverpool                                     | Liverpool Urban Area          | 864 122          | 199.6            | 4329                | Inglaterra          |
| 7        | Southampton–Portsmouth                        | South Hampshire               | 855 569          | 192.0            | 4455                | Inglaterra          |
| 8        | Newcastle upon Tyne–Sunderland, Tyne and Wear | Tyneside                      | 774 891          | 180.5            | 4292                | Inglaterra          |
| 9        | Nottingham                                    | Nottingham Urban Area         | 729 977          | 176.4            | 4139                | Inglaterra          |
| 10       | Sheffield                                     | Sheffield Urban Area          | 685 368          | 167.5            | 4092                | Inglaterra          |